# Heliophila tulbaghensis
Heliophila tulbaghensis là một loài thực vật có hoa trong họ Cải. Loài này được Schinz mô tả khoa học đầu tiên.